# Reto-Moto
Reto-Moto è una azienda sviluppatrice di videogiochi che si trova a Copenaghen, in Danimarca.

## Storia
La Zyrinx azienda sviluppatrice di videogiochi fu fondata nel 1997 a Copenaghen, in Danimarca. Era composta esclusivamente da persone che erano state attive nelle composizioni delle demoscene Amiga nei tardi anni '80 e nei primi anni '90, compreso il compositore Jesper Kyd.
Il primo gioco sviluppato da Zyrinx fu Sub Terrania per il  Sega Mega Drive. Durante lo sviluppo il team si trasferì a Boston. Successivamente, svilupparono i giochi Red Zone e Scorcher. La tecnologia di redering 3D di Zyrinx fu mostrata in un video promozionale del Sega 32X. Il team si dissolse nel 1998 perché il loro editore Scavenger andò in bancarotta.
Nel 1998, Zyrinx si riformò sotto il nome di Reto-Moto e crearono la IO Interactive e la serie Hitman.  Nell'aprile del 2008 la squadra di Reto-Moto annunciò che avrebbero riformato l'azienda e che stessero lavorando ad un videogioco multiplayer.
La squadra di sviluppo di Reto-Moto fu originariamente fondata da i membri di Zyrinx e di Lemon nel 1997 e fu responsabile della creazione della IO Interactive la serie Hitman . Reto-Moto annuncio` che si sarebbe riformata nell` Aprile del 2008 con l`intenzione di focalizarsi sulla creazione di giochi multiplayer.
Nel settembre 2010, Reto-Moto lanciò il sito web del loro gioco Heroes & Generals.
I nomi degli sviluppatori si possono trovare come easter egg in Kane & Lynch: Dead Men , dove il giocatore deve assaltare la Torre Retomoto.